# Пептострептококки
Пептострептококки (лат. Peptostreptococcus) — род анаэробных грамположительных неспорообразующих бактерий из семейства Peptostreptococcaceae. Небольшие клетки сферической формы, обнаруживающиеся в виде коротких цепочек. Обычно перемещаются, используя реснички.
Пептострептококки — медленно растущие бактерии с повышенной устойчивостью к антимикробным препаратам.
Пептострептококки проявляют чувствительность к бета-лактамным антибиотикам.

## Патогенез
Пептострептококки относятся к нормальной микрофлоре человека, обитая в ротовой полости, на коже, в кишечнике (в основном, в толстой кишке) и влагалище, дыхательных путях здоровых людей, составляя от 13 до 18 % всех встречающихся у человека грамположительных анаэробных кокков.
Относится к условно-патогенной микрофлоре, и проявляется при иммунодепрессии или травматизации прилегающих тканей септическими осложнениями.
Они изолированы с высокой частотой от всех образцов. Анаэробные грамположительные кокки, такие как Peptostreptococcus, являются вторыми наиболее часто восстанавливаемыми анаэробами и составляют примерно одну четверть найденных анаэробных изолятов. Чаще всего анаэробные грамположительные кокки обычно восстанавливаются вместе с другими анаэробными или аэробными бактериями из различных инфекций в разных местах человеческого тела. Это вносит вклад в трудность выделения пептострептококковых организмов.

## Вирулентность
Пептострептококк представляет единственный род среди анаэробных грамположительных кокков, которые встречаются при клинических инфекциях. Таким образом, виды пептострептококка рассматриваются как клинически значимые анаэробные кокки. Другие аналогичные клинически значимые анаэробные кокки включают виды Veillonella (грамотрицательные кокки) и микроаэрофильные стрептококки (аэротолерантные). Анаэробные грамположительные кокки включают различные клинически значимые виды рода Peptostreptococcus .

## Абдоминальные инфекции
Анаэробные грамположительные кокки являются частью нормальных желудочно-кишечных комменсалов. Они изолированы примерно в 20 % случаев внутрибрюшных инфекций, таких как перитонит. Обнаружены при абсцессах печени, селезёнки и брюшной полости. Как в верхних дыхательных путях и зубных инфекциях, анаэробные грамположительные кокки восстанавливаются в смеси с другими бактериями. В этом случае они смешиваются с организмами кишечного происхождения, такими как E. coli, группа бактериоидов fragilis и клостридий.

## Виды
Включаемые ранее в род пептострептококки виды P. asaccharolyticus, P. magnus, P. micros, P. prevotii, P. vaginalis согласно современным представлениям переименованы и перенесены в другие роды: Peptoniphilius asaccharolyticus, Finegoldia magnus, Micromonas micros, Anaerococcus prevotii, Anaerococcus vaginalis соответственно.
- Peptostreptococcus anaerobius
- Peptostreptococcus harei
- Peptostreptococcus hydrogenalis
- Peptostreptococcus indoliticus
- Peptostreptococcus ivorii
- Peptostreptococcus lacrimalis
- Peptostreptococcus lactolyticus
- Peptostreptococcus octavius
- Peptostreptococcus tetradius